# 熱的低気圧
熱的低気圧（ねってきていきあつ、英語：thermal low、heat low）とは、日射加熱により地表付近の空気が暖められる内陸部に発生する低気圧のこと。英語名からヒートロウ、ないしヒートローと呼ばれることもある。局地的な熱的低気圧と大陸にできる持続的で大きな熱的低気圧があるが、熱的低気圧という語はしばしば前者を指して用いる。

## 局地的な熱的低気圧
陸地は海域に比べ暖まりやすく、これに対応して陸地のほうが地上気圧の日変化が大きい。日射が地表を暖めると、陸地の地表付近は海域よりも暖かくなり、陸地の地表付近の気圧は低下して熱的低気圧が形成される。ここで、海から陸へ吹き込む風は海陸風循環の海風である。また、地表加熱の影響が及ばない上空には逆に高圧の層ができる。
このような局地的な熱的低気圧が発生するのは日中であり、夜間は消滅する。夏の晴天日に島や半島に発達しやすいほか、内陸の盆地や砂漠にも発生しやすい。
熱的低気圧の領域は、一般に大気不安定で対流が活発な傾向がある。しばしば晴天もみられるが、とくに大気不安定のときは下層の収束を促して、午後に雷雨やいわゆる夕立をもたらすことがある。

### 本州中部
日本では中部地方や関東地方の内陸部に発生することがあり、特に高気圧に覆われ風が弱く日射が強いときにみられる。各地の気圧を仔細に表現した場合、12時や15時の地上天気図に解析することができ、いくつかの文献では4ヘクトパスカル(hPa)に達する気圧差の例が記載されている。ただし、基本的には地上天気図には記載されず、気象モデルに表現される程度である。
中部山岳域では地形の高まりが障壁となって、日射加熱を部分的に相殺する水平移流による冷却効果が平野部に比べ弱いことも、熱的低気圧の形成に寄与すると考えられている。また詳細に見ると、山域よりも盆地域のほうが昇温量や気圧の日較差は大きく、中部山岳域の熱的低気圧は“盆地にできる熱的小低気圧の集まり”と捉えることもできる。
中部山岳域の熱的低気圧は、海面更正を行ったことによる見かけ上のものではないかという議論が行われたことがあるが、その効果を除いた場合でも低気圧は解析できるとされた。また気圧の日較差が平野部より大きいこと、上空の同じ高度の気温も高いことなども、熱的低気圧の存在を示す根拠となっている。

## モンスーン低気圧
一方、夜間も気圧が完全には戻らない持続的な熱的低気圧がある。夏季に大陸に形成される規模の大きなもので、夏季を通じた平均気圧の天気図にも表れる。
ユーラシア大陸南部、特にインドやチベット高原付近に発生するものがよく知られ、モンスーン低気圧とも呼ばれる。
夏季の大陸では、海洋よりも大きく気温が日ごとに上昇していく。この加熱の差により大気下層に低気圧が形成される。そして海洋から大陸へと風が吹き込む。この風は夏季のモンスーン（季節風）である。
なお、これと逆に冷却により冬季に大陸に形成されるのがシベリア高気圧などの寒冷高気圧である（熱的高気圧という場合もある）。